# Deutsche Oper (métro de Berlin)
Deutsche Oper (Obi) est une station du métro en zone A de Berlin, située sur la Bismarckstraße à proximité de l'opéra allemand qui lui donne son nom.
Les murs de la station sont carrelés et décorés par l'artiste portugais José de Guimarães.

## Situation
Sur la ligne 2, Deutsche Oper est la 22e station à 12,3 km du terminus nord-est Pankow et la 8e station à 5,6 km du terminus ouest Ruhleben.

## Histoire
Elle s'est ouverte le 14 mai 1906 sous le nom Bismarckstraße comme station du Stammstrecke, la première ligne de métro de Berlin qui circulait entre Warschauer Brücke (actuelle Warschauer Straße) et Knie (actuelle Ernst-Reuter-Platz), avant de se faire renommer Stadtisches Oper  le 1er août 1929, Deutsches Opernhaus le 16 août 1934 et enfin Deutsche Oper le 22 septembre 1961.

### Incendie
Pendant la Love Parade le 8 juillet 2000, un incendie s'est déclaré sur une rame entrant dans la station. Le feu s'est propagé dans la station et l'a bien endommagée. 350 passagers se sont enfuis de l'atmosphère enfumée tant bien que mal par le tunnel. 37 personnes ont été blessées. Avant que n'arrivent les secours, plus de 100 passagers ont traversé les voies, ce qui aurait pu les tuer si elles avaient encore été sous tension. Le problème est qu'il n'y avait de ce côté-là des quais qu'une sortie qui était obstruée par le feu. La gare a été rouverte partiellement le 1er septembre 2000 et complètement en juin 2001, après la rénovation complète de la station qui avait été abandonnée en 1983.

### Rénovation

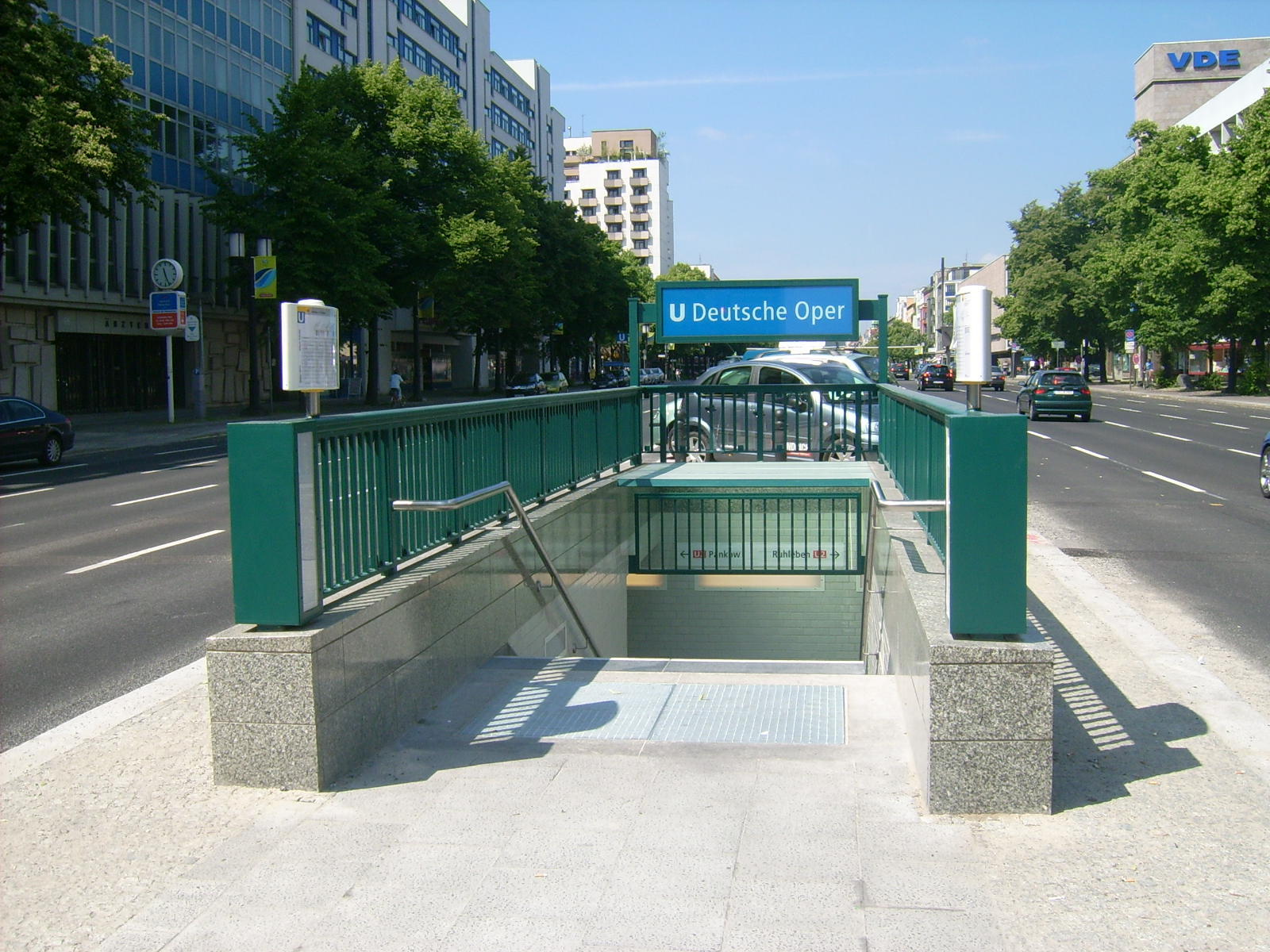
La nouvelle bouche de métro en 2006, construite après l'incendie.

À l'occasion du centenaire de la station, le nouvel ambassadeur portugais João Diogo a fait cadeau à la ville de Berlin des œuvres d'arts carrelés de l'artiste José de Guimarães qui ont été incorporées aux murs de la station pendant la rénovation.
Après l'incendie de juillet 2000, la brigade de sapeurs-pompiers de Berlin, ainsi que des personnalités politiques ont exigé que toutes les stations de métro berlinoises aient plusieurs sorties de chaque côté du quai pour éviter des drames en cas d'accident de ce type. Les premiers travaux pour la bouche de métro supplémentaire ont commencé en 2005. Les travaux ont été terminés en mai 2006. Les coûts des travaux des bouches supplémentaires de sécurité pour les trois stations Deutsche Oper, Theodor-Heuss-Platz et Sophie-Charlotte-Platz ont coûté environ 5,8 millions d'€.

## La station Deutsche Oper dans la fiction
- Le film Cours, Lola, cours de Tom Tykwer avec Franka Potente a été tourné dans la gare en 1997. Il s'agit de la scène où Manni (Moritz Bleibtreu) perd son sac rempli d'argent[5].
- Mein Teil, un clip video de Rammstein, a été tourné dans la station[6].

## Galerie de photos

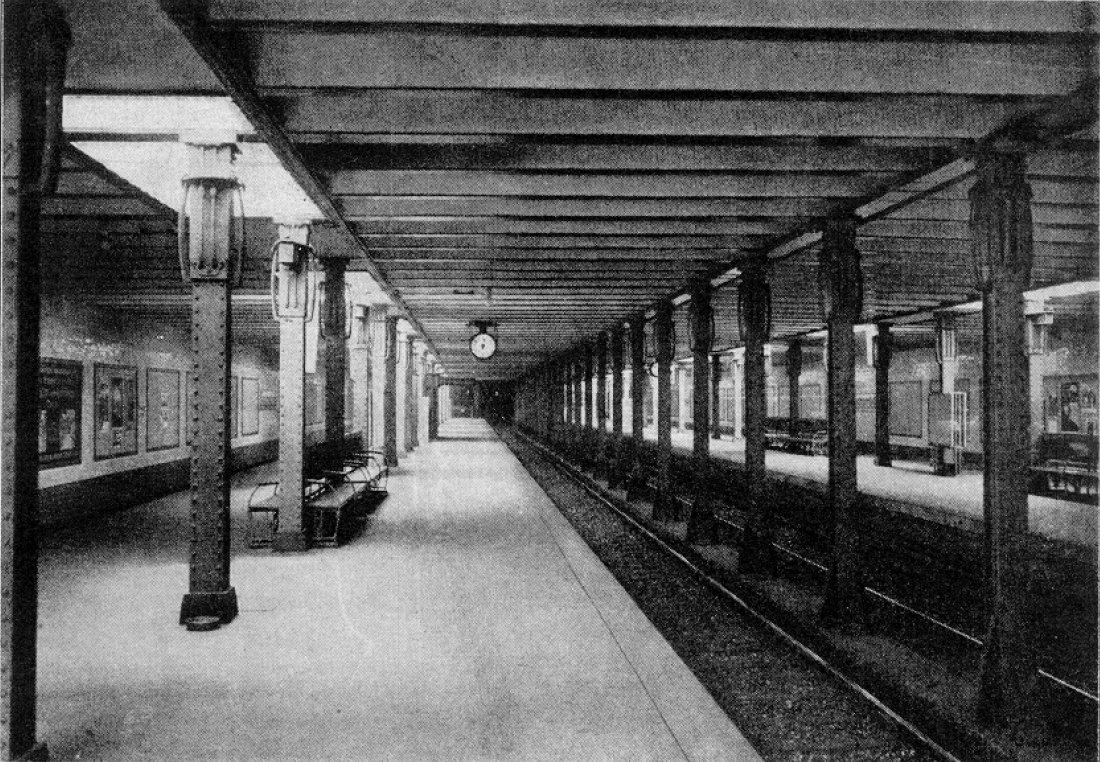
Les quais en 1908.
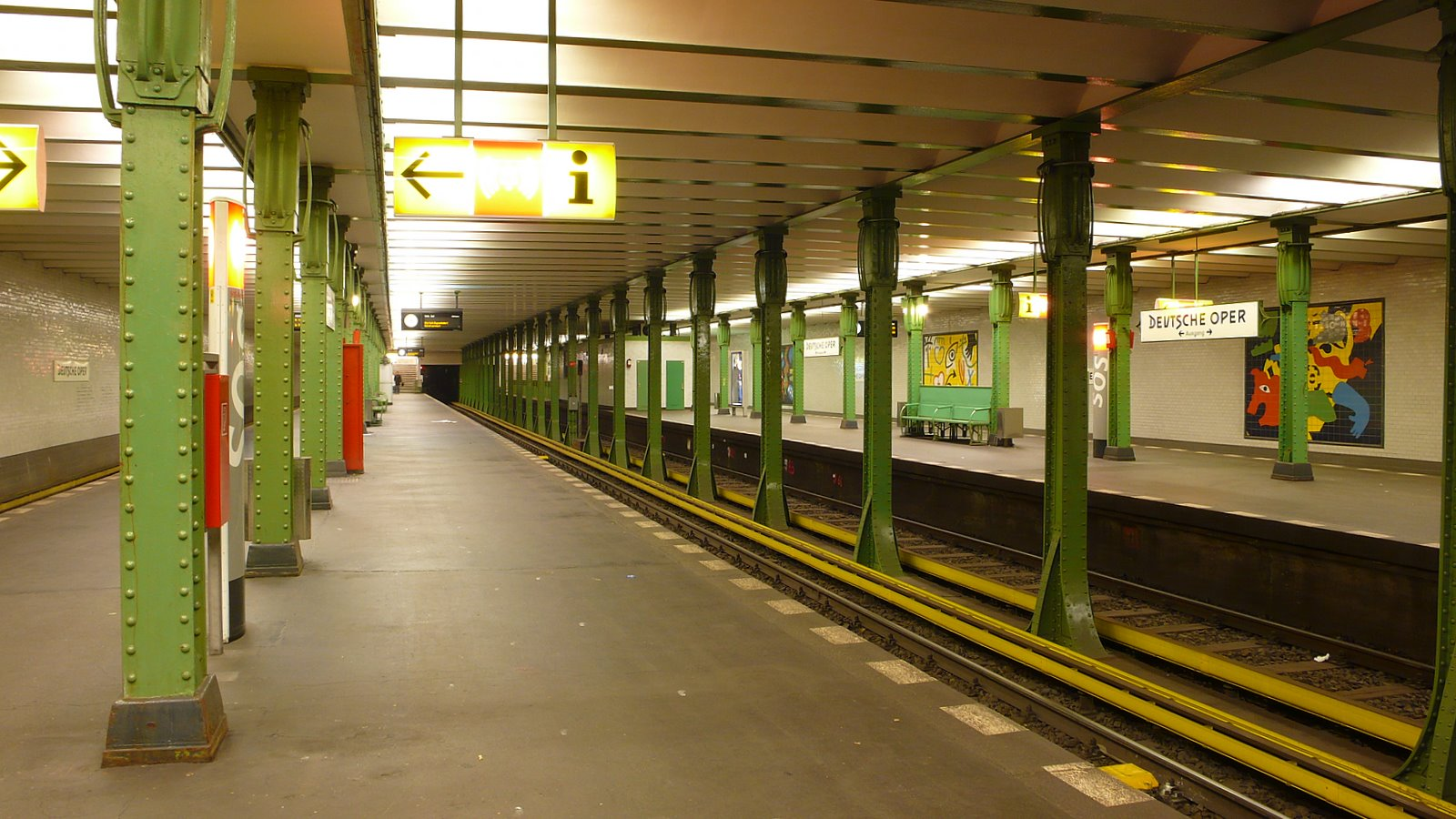
Les quais cent ans plus tard.
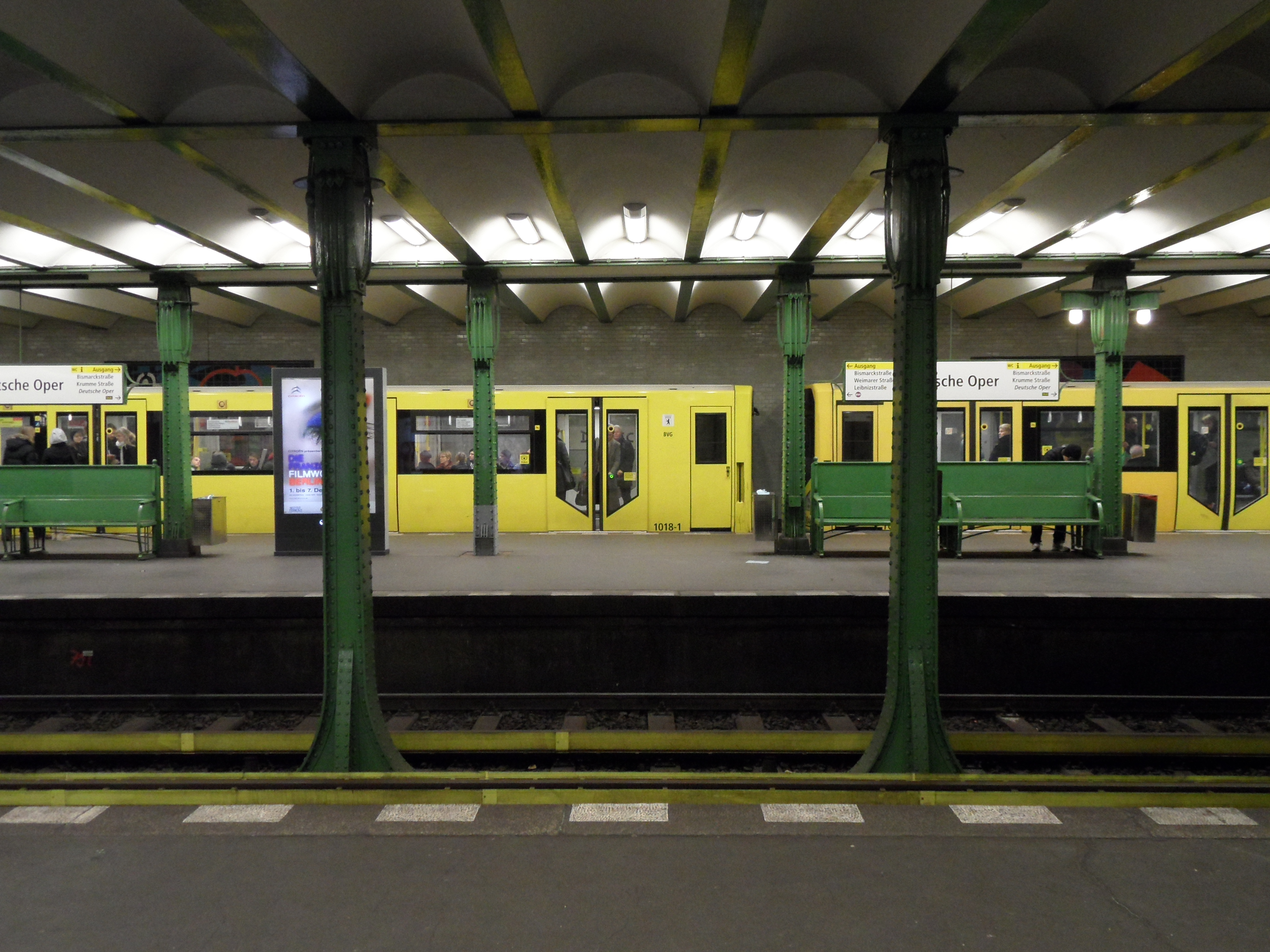
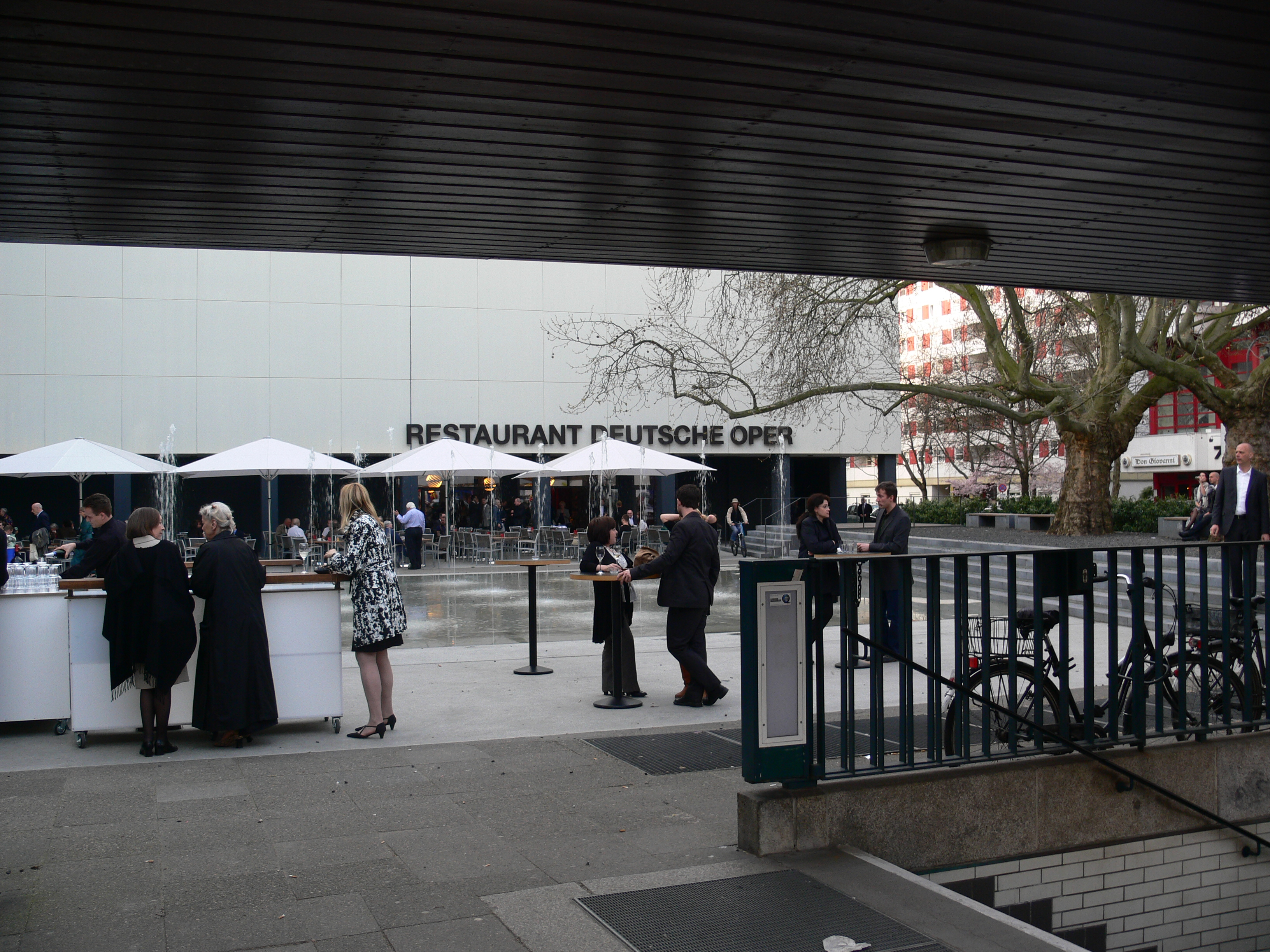
L'opéra devant a station